# Sociedad Española de Estrabología
La Sociedad Española de Estrabología (SEE) es una organización científica y profesional sin ánimo de lucro con la finalidad de incrementar el estado del conocimiento de la fisio-patología de la motilidad ocular y progresar en el diagnóstico, prevención y tratamiento de sus enfermedades.
En 1983 se modificaron los Estatutos para adicionar a la denominación "Sociedad Española de Estrabología" los añadidos de "Pleóptica, ortóptica, visión binocular y rehabilitación visual".

## Antecedentes históricos
El germen de la Sociedad Española de Estrabología se sitúa en los Coloquios de Estrabismo organizados en el Hospital del Niño Jesús de Madrid los años 1970 y 1971, bajo la dirección del Doctor Fernando Gómez de Liaño. El éxito de estos coloquios fue tal, que la respuesta a la sugerencia del Dr. Gonzalo Losada  referente a la creación de una Sociedad tuvo eco positivo unánime. Serviría como compromiso para continuar estas interesantes reuniones, que habrían de repercutir en la elevación del nivel científico de esta materia en nuestro país.  
La propuesta de creación de la Sociedad,elevada a la Dirección General de Sanidad, fue firmada por el Dr. Fernando Gómez de Liaño, el Dr. José Perea, la Dra. Mª José Centeno y D. José Luis Gorostidi, quienes fueron los promotores de la Sociedad Española de Estrabología, asumiendo la gestión económica de la misma.
El primer Congreso se celebró el 13 de mayo de 1972 en el Hospital del Niño Jesús de Madrid, en cuya Asamblea General se aprobó la primera Junta Directiva que estuvo constituida de este modo:
Presidente: Dr. Fernando Gómez de Liaño.
Vicepresidente: Dr. Pascual Guasp Taverner.
Secretario General: Dr. José Perea García.
Tesorero: Dra. Mª José Centeno Martínez.
Vocales: Dr. Manuel Giménez Álvarez, Dr. Demetrio Pita Salorio, Dr. Gonzalo Losada García-Ontiveros y Dr. Isidro Montaño Montaño.

## Objetivos
Los fines de la Sociedad Española de Estrabología, expresados en el artículo 2.º de los Estatutos son: 
- Extender los conocimientos sobre aspectos sensoriales y motores del estrabismo, así como otros problemas ligados a la visión binocular.

- Fomentar la investigación clínica y experimental.

- Colaborar con las Sociedades Extranjeras en lo referente a los diversos problemas oftalmológicos que plantean las anormalidades de la visión binocular.

El ámbito de acción de la Entidad comprende todo el territorio nacional.

## Miembros de la Sociedad
La Sociedad consta de Miembros Fundadores, Miembros Numerarios y Miembros de Honor.
- Miembros Fundadores. Consideración que se otorgó a los Médicos registrados en la Mesa Redonda de Estrabología celebrada el 1 y 2 de mayo de 1971 en el Hospital del Niño Jesús de Madrid y a los asistentes a la primera reunión que celebró la Sociedad el año 1972.

- Miembros Numerarios. Médicos aceptados por la Junta Directiva de la Sociedad.

- Miembros de Honor. Médicos que en opinión de la Junta Directiva han adquirido una importancia singular en el campo de la Estrabología o en disciplinas anejas o que hayan desarrollado una labor particularmente meritoria para la Sociedad.

## Órganos directivos
Los órganos rectores de la sociedad son: la asamblea general y la junta directiva.
- La asamblea general es el órgano supremo de la sociedad, cuyos acuerdos son vinculantes. Se reunirá en sesión ordinaria al menos una vez al año. Todos los miembros que se hallen en el ejercicio de derecho a socio podrán concurrir a ella con voz y voto. Su competencia es la aprobación de las cuentas, el nombramiento y renovación de la junta directiva y marcar las directrices a las que deba acomodarse la marcha de la sociedad.
- La junta directiva es el órgano encargado de hacer cumplir los acuerdos adoptados en la asamblea general, teniendo facultad para adoptar cuantos otros sean necesarios y no estén reservados a dicho órgano supremo.

## Sesiones científicas
Para el cumplimiento de los fines expresados en el artículo 2.º de los Estatutos, los miembros de la Sociedad celebran anualmente una reunión para tratar temas científicos, en la fecha que señale la Junta Directiva. En dicha reunión hay siempre una Asamblea General.

## Publicación oficial
La publicación oficial de la Sociedad Española de Estrabología es Acta Estrabológica, donde se recogen trabajos, comunicaciones al congreso, monografías breves, foro de casos clínicos, controversias, cursos y congresos, así como acontecimientos de interés de esta subespecialidad oftalmológica. La publicación la dirige un miembro de la sociedad. El primer número de Acta Estrabológica se publicó en 1973, y el director de la revista es el doctor Alfredo Arruga Forgas.[cita requerida]